# Khadi

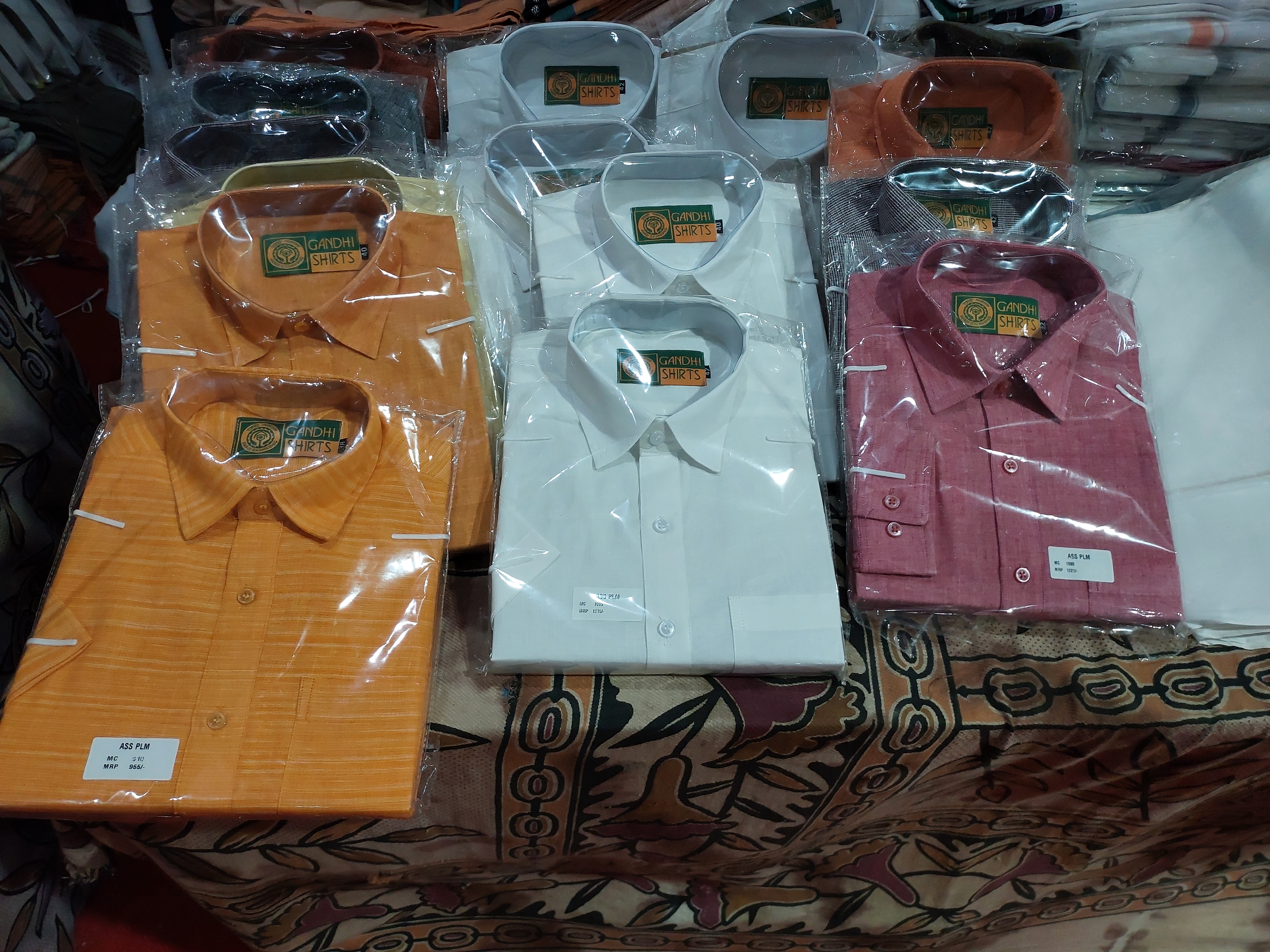
Camicie in khadi confezionate

Il khadi o khaddar (Devanagari: खद्दर, Nastaliq: کھدر ) è un particolare tipo di tessuto indiano. La materia prima è il cotone, anche se possono essere utilizzate anche la seta e la lana. Il cotone è filato su un filatoio chiamato charka.
È un tessuto molto versatile, caldo d'inverno e fresco in estate. Resta comunque un materiale molto semplice e “grezzo”, per tale motivo molte volte viene inamidato in modo tale che abbia una forma più “corposa”. Il suo utilizzo è ampiamente accettato anche nella moda.

## Tradizione
Il khadi ha un forte valore tradizionale per gli indiani, poiché spesso associato al Mahatma Gandhi. Una leggenda indiana narra che Gandhi stesso avesse esortato gli indiani a vestirsi con abiti fatti con questo tessuto. Infatti il khadi era anche il simbolo della produzione interna e della resistenza dell'India opposto ai tessuti occidentali dettati dal colonialismo.